# Belonopelta attenuata
Belonopelta attenuata är en myrart som beskrevs av Mayr 1870. Belonopelta attenuata ingår i släktet Belonopelta och familjen myror. Inga underarter finns listade.